# Stromhafen

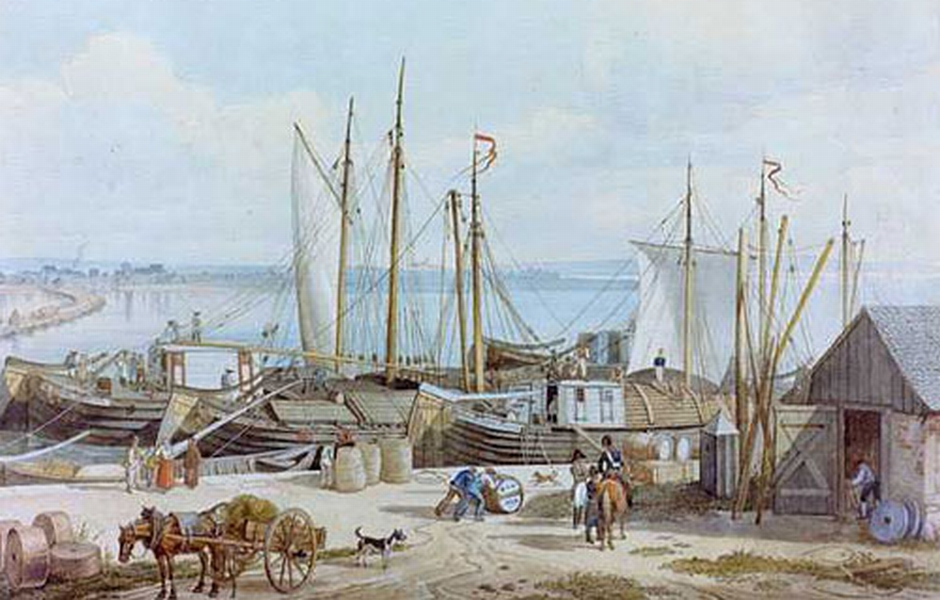
Mainzer Stromhafen im 19. Jahrhundert

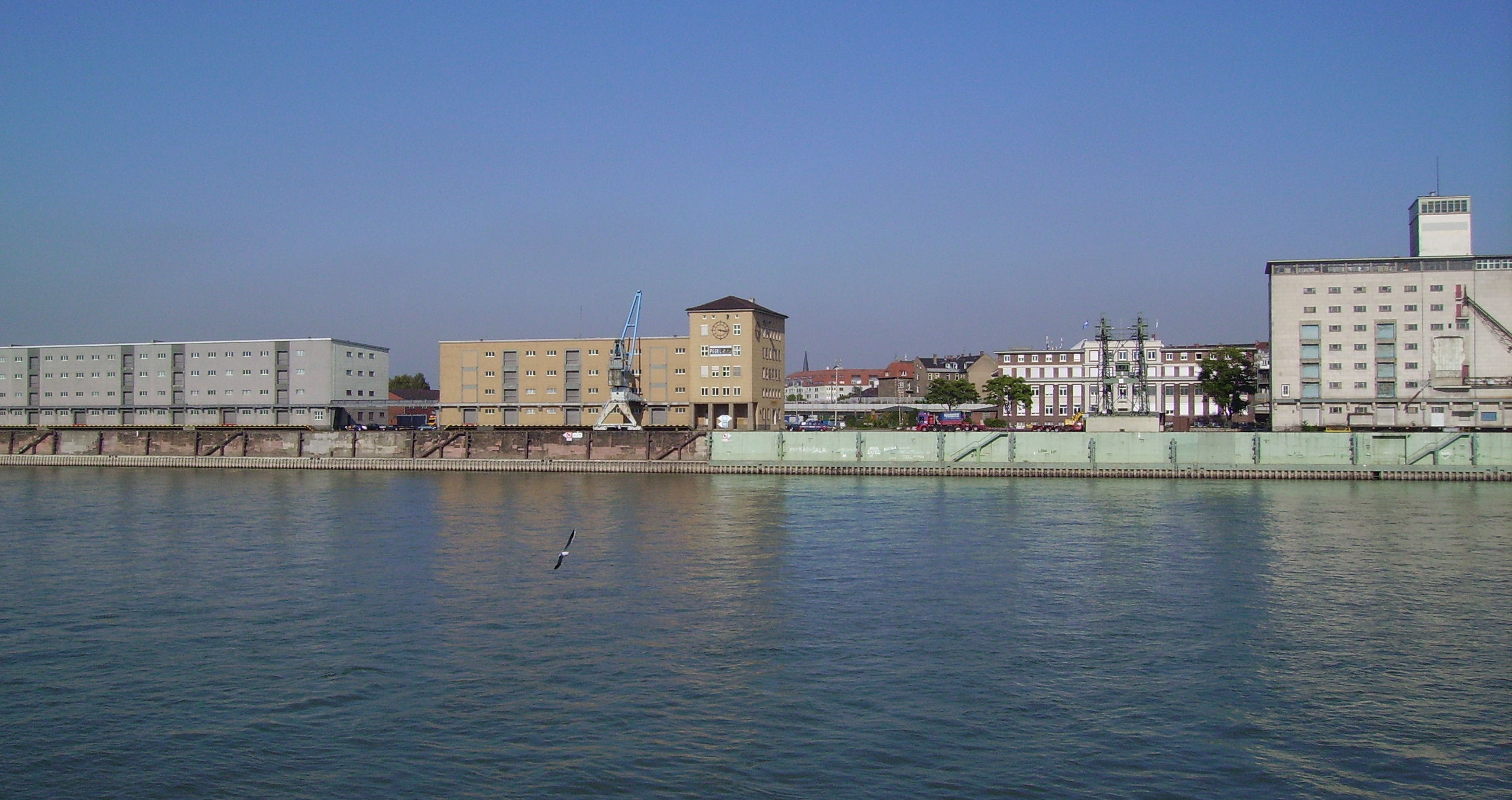
Teilansicht des Mannheimer Stromhafens

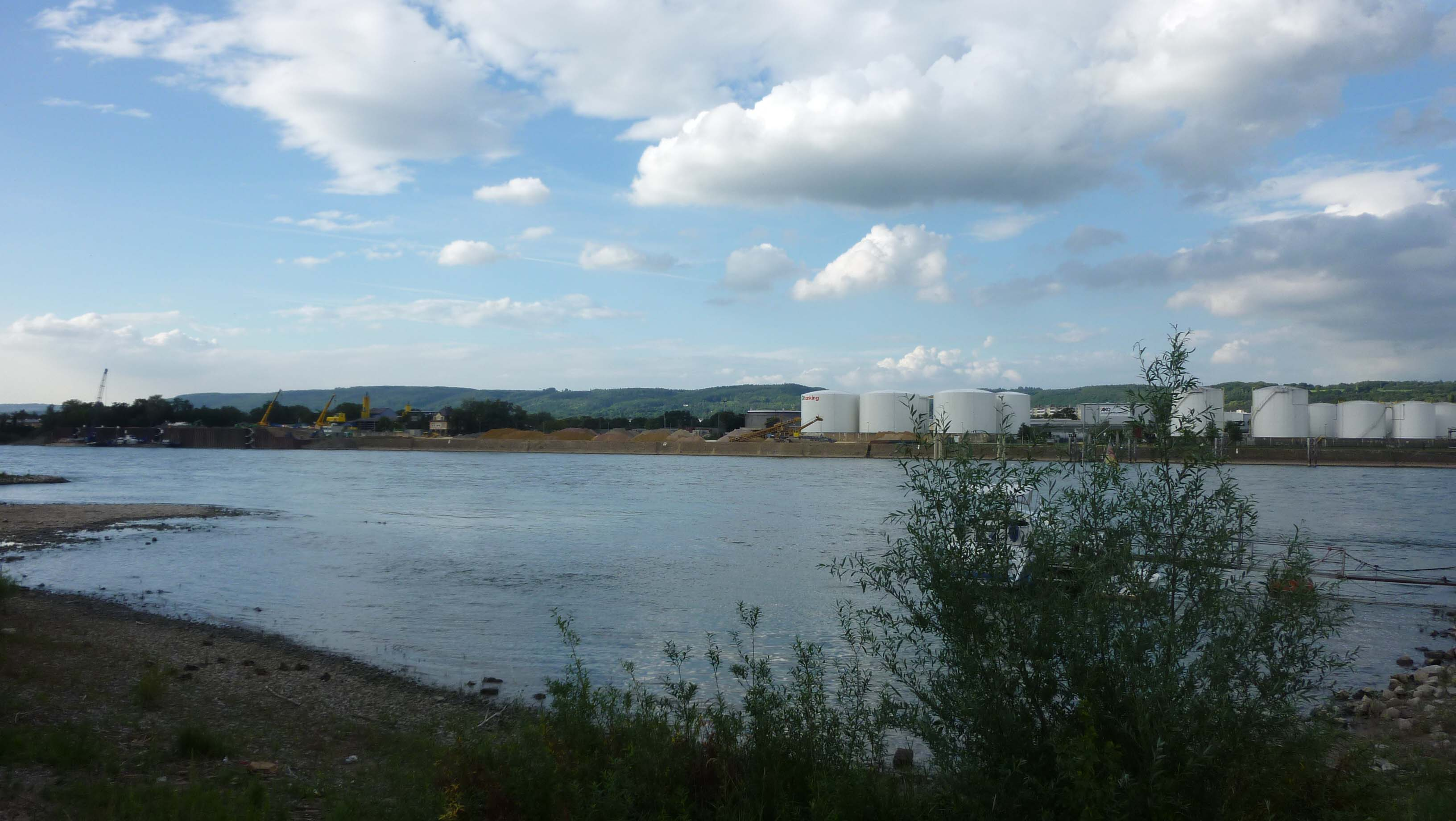
Stromhafen Bendorf

Ein Stromhafen ist ein Hafen, der direkt am Ufer eines Flusses liegt. Im Bereich des Rheins werden die Stromhäfen häufig auch als Werft bezeichnet. Häfen an den Ufern eines Kanals werden Kanalhafen genannt.

## Geschichte
Die erste Form des Stromhafens war die Lände, eine einfache Anlegestelle am Ufer eines Flusses. Dort wurden über Stege Schiffe be- und entladen. Später wurden die ersten Kräne gebaut, um auch schwerere Güter verladen zu können. Mit zunehmender Transportmenge wurden die Länden mit Kaimauern befestigt, an Land wurden Lagerhäuser und fahrbare Verladeeinrichtungen gebaut und gute Verkehrsanbindungen zu Schiene und Straße hergestellt.

## Bekannte Stromhäfen
- Rheinberg am Niederrhein, Salzverladung
- Hafen Orsoy, Erz und Kohle
- Hafen Leverkusen, Bayer AG, Roh- und Fertigprodukte
- Godorfer Hafen
- Hafen Bonn
- Rheinhafen Andernach
- Rheinhafen Bendorf
- Zoll- und Binnenhafen Mainz, Containerverladung
- Ludwigshafener Rheinhafen, 12 Kilometer Stromhafen
- Hafen Mannheim, zwei Stromhäfen
- Bremen (historisch an der Balge und der Schlachte)
- Brake (Unterweser)